# Château de Kergonano
Le château de Kergonano est situé à Baden en France.

## Localisation
Le château est situé sur le territoire de la commune de Baden, au lieu-dit Kergonano, dans le département du Morbihan en région Bretagne.

## Description
Le château date des XVIIe et XVIIIe siècles, plan symétrique, enduit, à un étage carré et étage de comble, pavillon central à deux étages carrés, à élévation ordonnancée, à toit à longs pans à pignon découvert, à toit à longs pans pour les ailes médianes, en pavillon avec noue pour les pavillons latéraux ; toit du pavillon central à longs pans brisés à croupes, pignon couvert. Escalier dans œuvre tournant à retours avec jour dans l'aile ouest et dans le comble de la tour centrale ; escalier droit en charpente dans le pavillon est. Communs en moellons de granite, à comble à surcroît, couvert en ardoise et fibro-ciment d'un toit à longs pans à croupes. Communs ouest en moellon, en rez-de-chaussée, à toit à longs pans avec pavillon à l'est couvert d'un toit en pavillon.

## Historique
La seigneurie est mentionnée en 1309, appartenant à Guillaume de Baden. En 1544, elle appartient à Vincent de Louénan, famille noble demeurant à Baden dès 1427. La famille Dondel hérite du château de Kergonano, à la fin du XVIIe siècle en raison du mariage en 1673 de Pierre Dondel de Keranguen (qui fut sénéchal de Vannes) avec Marie-Hyacinthe Loënan de Kergonano ; leur fils François Dondel de Kergonano fut sénéchal du présidial de Vannes entre 1715 et 1772 et le père et grand-père de deux maires de Baden au XIXe siècle. Pavillon latéral est construit avant 1852. Pavillon central élargi et surélevé avant 1862 (date portée sur charpente : 5 septembre 1862). Fenêtres sud du second étage de la tour centrale bouchées après 1900. Lambris datant des XVIIIe et XIXe siècles. Escalier du pavillon est construit à la fin du XIXe siècle. Chapelle datant peut être du XVIIIe siècle, détruite après 1900. Communs au nord construits au XVIIe siècle, surélevés au XIXe siècle.
Le château est inscrit à l'inventaire général du patrimoine culturel.